# بتينا ويغمان
بتينا ويغمان (بالألمانية: Bettina Wiegmann) لاعبة كرة قدم ألمانية سابقة من مواليد اويسكيرشن سنة 1971 ، كانت تلعب في مركز خط الوسط في منتخب ألمانيا لكرة القدم للسيدات ، وقد خاضت 154 مباراة دولية مع منتخب بلادها وسجلت خلالها 51 هدف في الفترة ما بين 1989-2003 ، وحازت في سنة 1997 جائزة أفضل لاعبة ألمانية في دوري السيدات.

## حياتها الكروية
لها العديد من النجاحات الدولية التي كان من بينها الفوز مع منتخب ألمانيا ببطولة كأس الأمم الأوروبية للسيدات في 1991 و 1995 و 1997 و 2001. بالإضافة إلى الفوز بكأس العالم لكرة القدم للسيدات 2003 في الولايات المتحدة.
بتينا ويغمان لعبت بقميص المنتخب الوطني الألماني من 1 أكتوبر 1989 ، لغاية 12 أكتوبر 2003 ما كان مجموعه 154 مباراة، وسجلت 51 هدفا. وفي 27 سبتمبر 2003 تجاوزت الرقم القياسي لعدد لعب المباريات الدولية الذي يحمله لوثار ماثيوس صاحب 151 مباراة).
إلا أن في نوفمبر 2006 تحطم رقمها القياسي من قبل زميلتها اللاعبة بريجيت برينتس التي لعبت لغاية أكتوبر 2009 ما مجموعه 198 مباراة دولية وما زالت ضمن المنتخب الوطني.
هذا وقد سجلت بتينا ويغمان في كأس العالم لكرة القدم للسيدات 11 هدفا لألمانيا، وسجلت خمسة أهداف في بطولة الأمم الأوروبية للسيدات، ولها ثلاثة أهداف في دورة الألعاب الأولمبية.
وكانت مباراتها الأخيرة في المنتخب الوطني هي نهائي كأس العالم 2003.
تعمل حاليا مدربة كرة قدم.

## وصلات خارجية
- بتينا ويغمان على موقع الاتحاد الدولي (مؤرشف)  (الإنجليزية)
- بتينا ويغمان على موقع قاعدة بيانات كرة القدم.إي يو (الإنجليزية)
- بتينا ويغمان على موقع Soccerway.com (الإنجليزية)
- بتينا ويغمان على موقع عالم كرة القدم.نت (الإنجليزية)
- بتينا ويغمان على موقع أوليمبيديا (الإنجليزية)

- إحصائيات بتينا ويغمان في موقع الفيفا-النسخة العربية نسخة محفوظة 26 أبريل 2013 at Archive.is